# Passo di Roncisvalle
Il passo di Roncisvalle (1.057 m s.l.m. - Puerto de Ibañeta in spagnolo, Col de Roncevaux in francese) è un valico dei Pirenei situato in territorio spagnolo non lontano dal confine con la Francia. Nei pressi del colle si trova il comune di Roncisvalle.

## Storia
Secondo la tradizione Orlando vi morì durante la battaglia di Roncisvalle. Il passo è normalmente attraversato dai pellegrini che percorrono il Camino Francés del cammino di Santiago di Compostela.